# نجف أباد (شهرستانة)
نجف أباد (بالفارسية: نجف‌آباد) هي قرية تقع في إيران في قسم شهرستانة الريفي. يقدر عدد سكانها بـ 27 نسمة .